# Pieszyce (gmina)
Pieszyce – gmina miejsko-wiejska w województwie dolnośląskim, w powiecie dzierżoniowskim z siedzibą w mieście Pieszyce.
1 stycznia 2016 Pieszyce zmieniły rodzaj gminy z miejskiego na miejsko-wiejski. W praktyce oznacza to wyłączenie poza administrację miasta obszarów miejscowości Rościszów, Kamionki, Piskorzów i Bratoszów, nadając im status wsi. Z wyłączonych terenów powstał obszar wiejski gminy miejsko-wiejskiej Pieszyce. 1 stycznia 2016 odebrany został też status miasta gminie miejskiej Pieszyce z równoczesnym (tego samego dnia) nadaniem statusu miasta miejscowości Pieszyce w gminie („wiejskiej”) Pieszyce. Jest to dwuetapowy zabieg administracyjny związany ze zmianą rodzaju gminy z miejskiej na miejsko-wiejską (z identyczną sytuacją spotkała się w 2008 roku Szczawnica, kiedy to przekształcono gminę miejską Szczawnica w miejsko-wiejską gminę Szczawnica; w 2014 roku Czarna Woda, kiedy to przekształcono gminę miejską Czarna Woda w miejsko-wiejską gminę Czarna Woda; oraz w 2015 roku Władysławowo, kiedy to przekształcono gminę miejską Władysławowo w gminę miejsko-wiejską Władysławowo). Według danych z 31 grudnia 2019 roku gminę zamieszkiwało 9410 osób. Natomiast według danych z 30 czerwca 2020 roku gminę zamieszkiwało 9397 osób.

## Historia
Gmina wiejska o nazwie gmina Pieszyce (tuż po wojnie jako gmina Piotrolesie) istniała w latach 1945–1954 w woj. wrocławskim (dzisiejsze woj. dolnośląskie). Siedzibą władz gminy była wieś Pieszyce.
Gmina Pieszyce powstała po II wojnie światowej na terenie tzw. Ziem Odzyskanych (tzw. II okręg administracyjny – Dolny Śląsk). 28 czerwca 1946 gmina – jako jednostka administracyjna powiatu dzierżoniowskiego – weszła w skład nowo utworzonego woj. wrocławskiego.
Według stanu z 1 lipca 1952 gmina składała się z 4 gromad: Kamionki, Pieszyce, Piskorzów i Rościszów. Gmina została zniesiona 29 września 1954 wraz z reformą wprowadzającą gromady w miejsce gmin. Jednostki nie przywrócono 1 stycznia 1973 wraz z kolejną reformą reaktywującą gminy.